# Томпсон (остров)

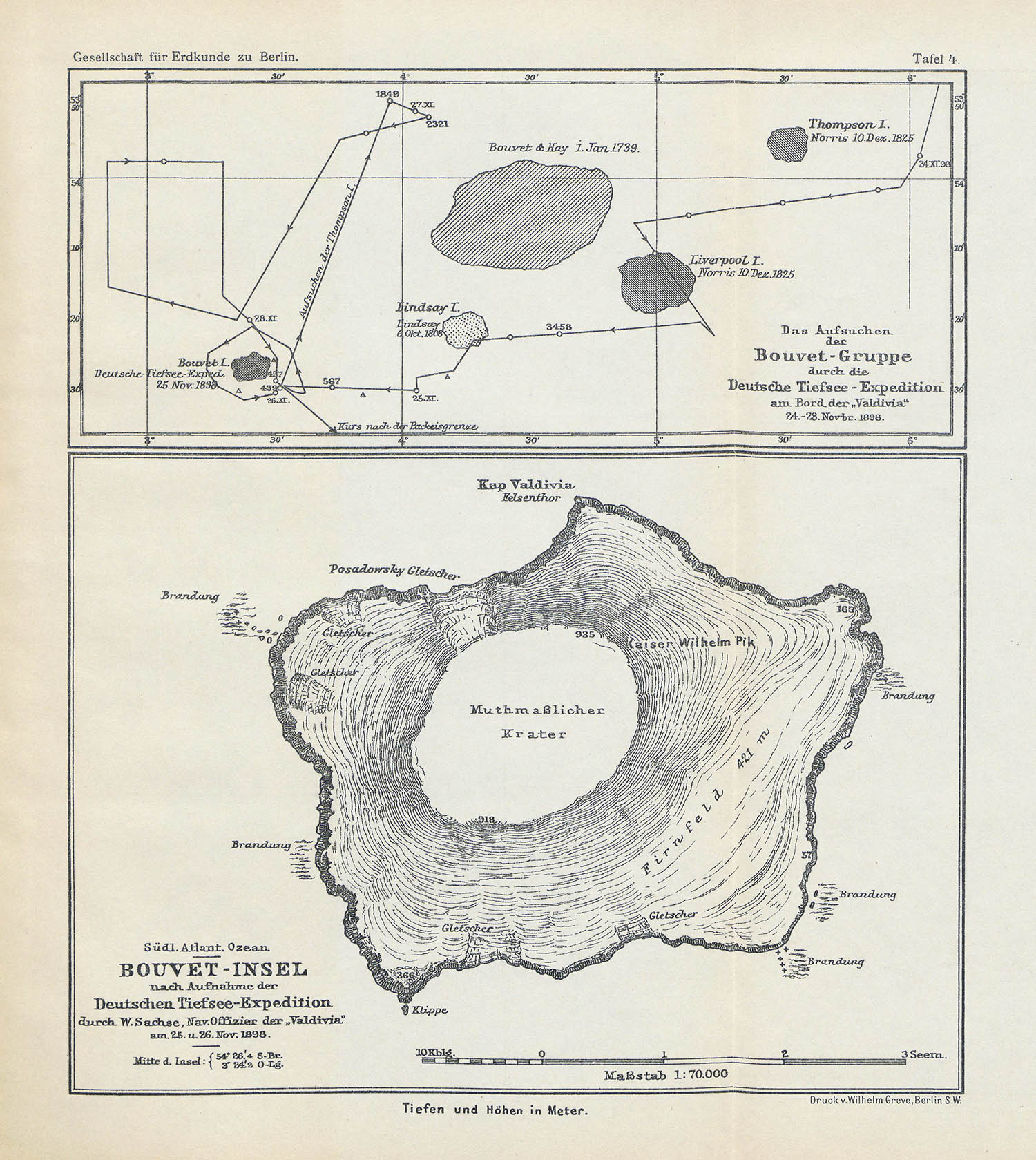
Карта острова Буве 1898 года с обозначенным на ней островом Томпсон

О́стров То́мпсон (англ. Thompson Island) — остров-призрак в Южной Атлантике. Согласно данным американской программы изучения всемирного вулканизма (англ. Global Volcanism Program), находился под 54°33′ ю. ш. 5°50′ в. д. — около 70 км северо-северо-восточнее острова Буве (небольшого норвежского владения, расположенного между Южной Африкой и Антарктикой).

## История открытия
Остров открыт в 1825 году и назван Джорджем Норрисом (George Norris), капитаном китобойного судна. Последнее сообщение о наблюдении острова имело место в 1893 году; однако, когда пять лет спустя в 1898 году немецкий исследовательский корабль «Вальдивия» (Valdivia) уточнил местонахождение острова Буве, он предпринял поиски и острова Томпсон, но не нашёл его. Несмотря на неудачу в поисках, остров Томпсон продолжал появляться на картах вплоть до 1943 года. В 1967 году британский вулканолог Питер Бейкер сделал предложение, что остров Томпсон, возможно, действительно существовал, но исчез во время вулканического извержения между 1893 и 1898 годами. Указанное Норрисом местоположение острова вызывает сомнения, поскольку, согласно батиметрическим исследованиям, глубина океана в том районе составляет более 2400 метров.

## Остров в литературе
Кульминация романа южноафриканского писателя Джеффри Дженкинса (Geoffrey Jenkins) A Grue of Ice (1962; опубликован в США под названием The Disappearing Island) разворачивалась на острове Томпсон. Автор поместил остров в 120 км (65 морских милях) юго-юго-восточнее острова Буве, объясняя несоответствие положения острова рефракцией в антарктических водах.